# Shastasauridae
Shastasauridae é uma família extinta de Ichthyosauria do Triássico. A família contém as maiores espécies conhecidas de Ichthyosauria, que incluem alguns e possivelmente os maiores répteis marinhos conhecidos.

## Taxonomia

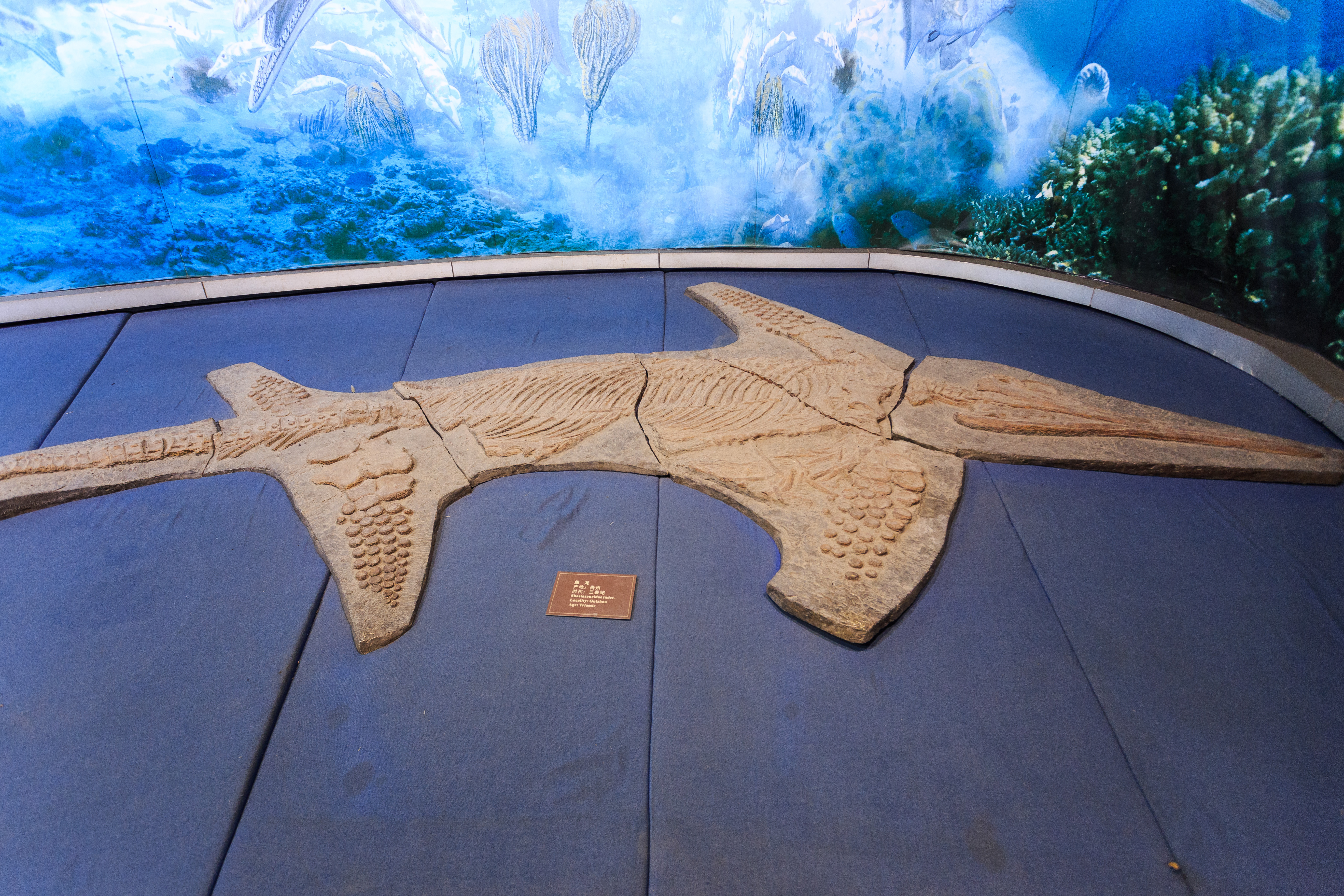
Shastasauridae indet. da China

Shastasauridae foi nomeado pelo paleontólogo americano John Campbell Merriam em 1895 junto com o gênero recém-descrito Shastasaurus. Em 1999, Ryosuke Motani ergueu o clado Shastasauria para incluir Shastasaurus, Shonisaurus e vários outros shastasaurídeos tradicionais, definindo-o como "todos os merriamosaurianos mais intimamente relacionados ao Shastasaurus pacificus do que ao Ichthyosaurus communis". Ele também redefiniu Shastasauridae para incluir "o último ancestral comum de Shastasaurus pacificus e Besanosaurus leptorhynchus, e todos os seus descendentes" e Shastasaurinae incluindo "o último ancestral comum de Shastasaurus e Shonisaurus e todos os seus descendentes." Em um esquema de classificação alternativo, o paleontólogo Michael Maisch restringiu Shastasauridae ao gênero Shastasaurus e colocou Shonisaurus e Besanosaurus em famílias separadas, Shonisauridae e Besanosauridae, respectivamente. Em vários estudos, descobriu-se que o agrupamento de Shastasauridae era monofilético ou parafilético. Estudos que recuperaram o grupo como monofilético geralmente incluem Shastasaurus, Besanosaurus, Guanlingsaurus, Guizhouichthyosaurus, Shonisaurus e <i id="mwPg">'Callawayia</i>' <i id="mwPw">wolonggangense</i> dentro do grupo.

## Descrição

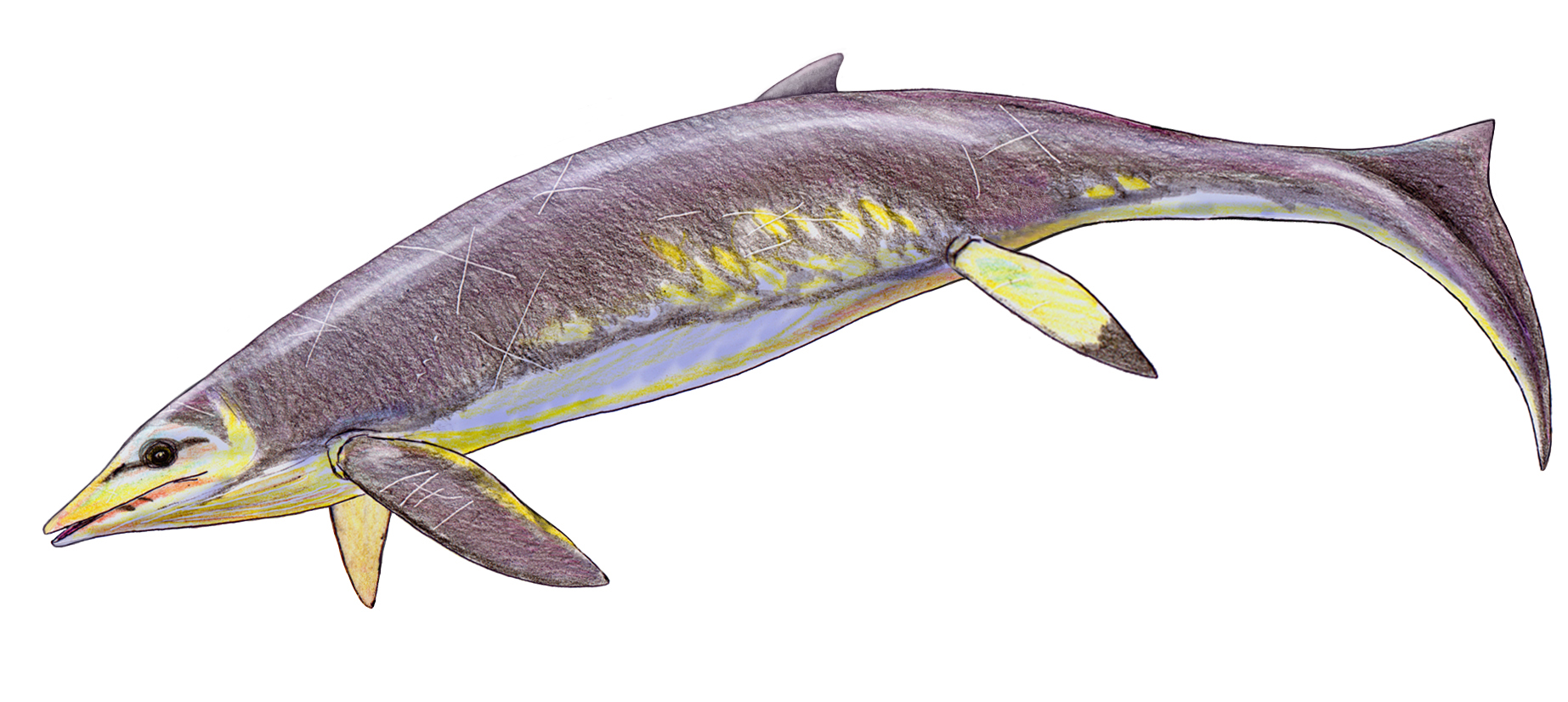
Restauração da vida do Guanlingsaurus

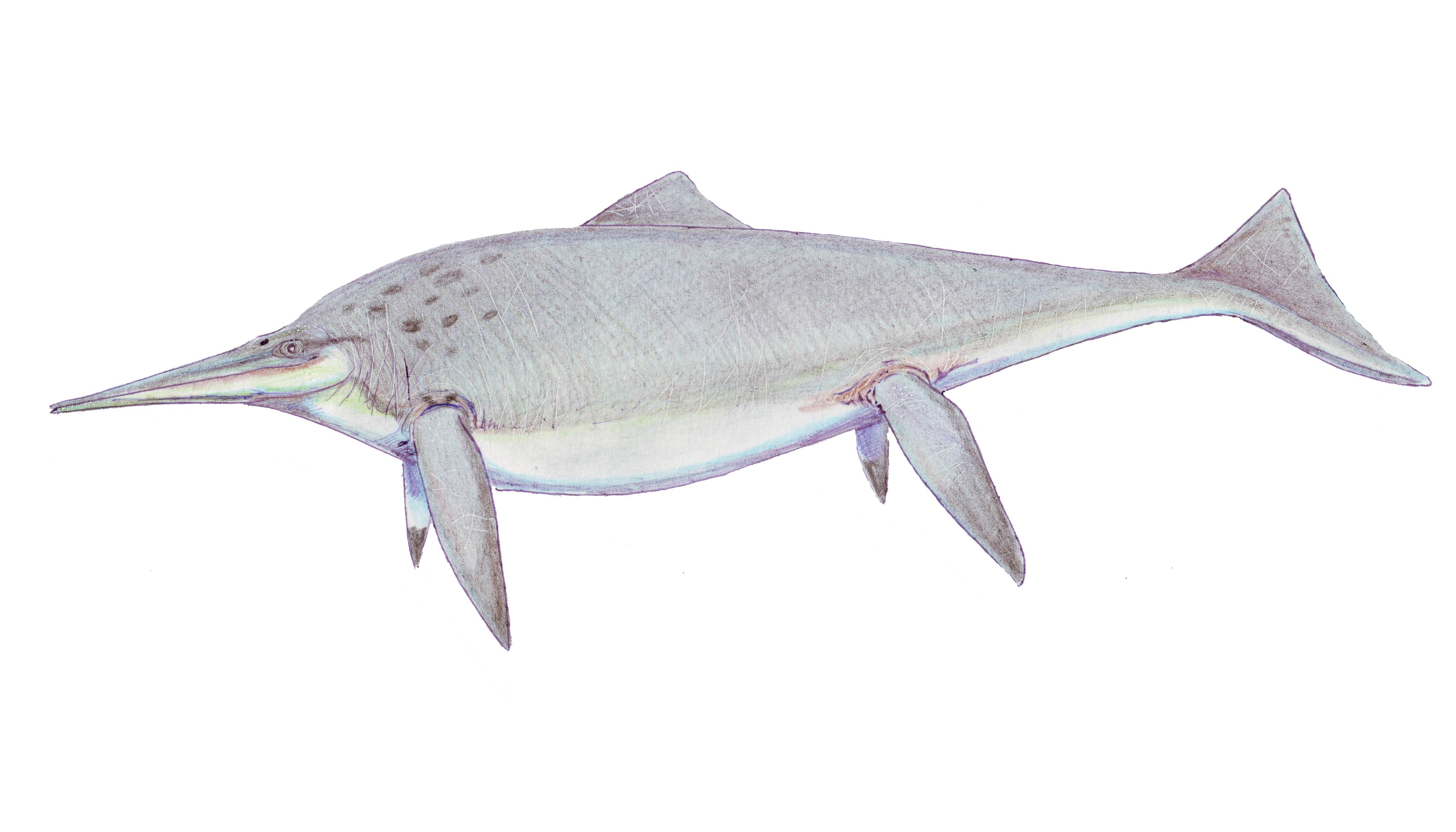
Shonisaurus popularis

Os shastasaurídeos, conforme normalmente definidos, têm corpos alongados, com mais de 55 vértebras pré-sacrais. Eles eram os maiores Ichthyosauria, com até mesmo algumas das espécies menores, como o Guanlingsaurus, medindo mais de 8 metros de comprimento. Um dos maiores espécimes foi descoberto na Inglaterra em maio de 2016, quando o pesquisador e colecionador de fósseis Paul de la Salle descobriu uma mandíbula parcial medindo 96 centímetros de comprimento que foi catalogado como BRSMG Cg2488, também conhecido como espécime Lilstock. Em 2018, Dean Lomax, de la Salle, Judy Massare e Ramues Gallois identificaram o espécime de Lilstock como um shastasaurídeo. Embora sua incompletude tornasse difícil sugerir o tamanho do animal, ele era claramente muito grande. Usando o Shonisaurus sikanniensis como modelo, os pesquisadores estimaram que o Ichthyosauria tinha 26 metros de comprimento, quase do tamanho de uma baleia azul. A escala baseada no Besanosaurus, no entanto, encontrou uma estimativa de comprimento menor de 22 metros. Em 2024, o exemplar de Lilstock foi encaminhado para a espécie recentemente descrita Ictiotitano, com comprimento estimado de até 25 metros.

## Hábitos alimentares
Ao contrário de outros Ichthyosauria do Triássico, que se alimentavam quase exclusivamente de cefalópodes, os shastassauros se alimentavam de uma variedade de presas. As evidências dessa diversidade de presas incluem o conteúdo intestinal de Guizhouichthyosarus tangae, Shonisaurus popularis e um espécime sem nome da cordilheira Brooks, no Alasca.
Embora estudos mais antigos tenham sugerido que os shastasaurídeos eram alimentadores por sucção, pesquisas atuais indicam que as mandíbulas dos Ichthyosauria shastassaurídeos não se enquadram no perfil de alimentação por sucção, uma vez que seus ossos hióides curtos e estreitos são inadequados para suportar forças de impacto para esse tipo de alimentação e uma vez que algumas espécies como o Xonissauro tinham dentes setoriais robustos com conteúdo intestinal de conchas de moluscos e vertebrados.